# 进安镇 (松潘县)
进安镇，原为进安回族乡，是中华人民共和国四川省阿坝藏族羌族自治州松潘县曾经下辖的一个镇。2019年12月，撤销进安回族乡、牟尼乡、大寨乡，将原进安回族乡、原牟尼乡和原大寨乡俄寨村所属行政区域划归进安镇管辖，进安镇人民政府驻。

## 行政区划
进安镇撤销前下辖以下地区：
顺江第一村、顺江第二村、东裕村、外城村、窑沟村、窑坝村、仓坪村、西门顶村、大巴山村和羊裕屯村。